# Хуан I (король Арагону)
Хуан I Мисливець (*Chuan I lo Cazataire, 27 грудня 1350 —19 травня 1396) — король Арагону, Валенсії і Майорки та граф Барселони у 1387—1396 роках.

## Біографії

### Молоді роки
Походив з Барселонської династії. Син Педро IV, короля Арагону, Валенсії і Майорки, та Леонори Сицилійської. У 1351 році отримав титул герцога Жирони. 1352 року призначається спадкоємцем трону. Здобув гарну освіту.
Мав схильність до складання віршів. Водночас став затятим франкофілом. У 1363 році призначають генерал-лейтенантом королівства. В подальшому брав участь у війнах проти Кастилії. У 1373 році одружився з представницею роду Арманьяк. Після смерті останньої 1378 року, через 2 роки одружився з Іоландою де Бар проти волі свого батька, який хотів, щоб він одружився з Марією, принцесою Сицилії.

### Панування
У 1387 році після смерті батька стає королем. Спочатку запроторив мачуху Сибілу де Фортія до в'язниці, але під тиском кардинала Педро де Луна вимушений звільнити її.
Змінив політику батька, уклавши союз з Францією. Водночас намагався встановити мир з усіма сусідами. У 1388 році уклав договір з Кастилією, яким підтвердив усі попередні домовленості батька. Водночас продовжував підтримувати антипапу Климента VII.
У 1389 році зазнав нападу Жана III, графа Арманьяка, який намагався захопити Жирону. Втім у 1390 році арагонські війська на чолі з інфантом Мартином завдали поразки ворогові. Водночас в цей час втратив герцогства Афінське та Неопатрія. Тоді ж почалося нове повстання на Сардинії, в результаті чого арагонські володіння на цьому острові значно скоротилися.
У 1391 році почалося повстання на Сицилії. Ворохобники закликали на сицилійський трон Людовика II, короля Неаполя. Але арагонцям вдалося придушити ці заворушення. У 1392 році сприяв шлюбу й коронації свого племінника Мартина з Марією Сицилійською.
У 1393 році заснував Барселонську консисторію (літературну академію). Помер у 1396 році внаслідок падіння з коня. Владу успадкував його брат Мартин.

## Родина
1. Дружина — Марта, донька Жана I, графа Арманьяка
Діти:
1. Яків (1374)
2. Іоанна (1375—1407) — дружина Матея, графа Фуа
3. Іоанн (1376)
4. Альфонс (1377)
5. Елеонора (1378)

2. Дружина — Іоланда, донька Робера I, герцога Барського
Діти:
1. Жак (1382—1388) — герцог Жиронський
2. Іоланда (1384—1443) — з 1400 року дружина Людовика II, короля Неаполя, видана заміж в 1400 році за Людовіка II Анжуйського, зіграла важливу роль в історії Франції в період Столітньої війни .
3. Фердинанд (1389) — герцог Жиронський і граф Сервера
4. Антонія (1391—1392)
5. Іоанн (1392—1396)
6. Елеонора (1393)
7. Петро (1394)
8. Іоанна (1396)